# Cyclophora erythrescens
Cyclophora erythrescens är en fjärilsart som beskrevs av Fritz Preissecker 1923. Cyclophora erythrescens ingår i släktet Cyclophora och familjen mätare. Inga underarter finns listade i Catalogue of Life.